# Külföldön játszó magyar női labdarúgók listája
Az alábbi lista a külföldön szereplő magyar női labdarúgókat tartalmazza.
A cikk utoljára a következő időpontban lett frissítve: 2024.09.09

## Amerikai Egyesült Államok
2. osztály (NASL Women's Championship)
- Kaján Zsanett (St. John's Red Storm)

## Németország
1. osztály (Frauenfußball-Bundesliga)
- Csiszár Henrietta (Internazionale Milano)
- Jakabfi Zsanett (VfL Wolfsburg)
- Zeller Dóra (Bayer 04 Leverkusen)

2. osztály (Frauenfußball-Bundesliga 2.)
- Nagy Vanessza (1.FFC Frankfurt II)
- Szuh Erika (Blau-Weiß Hohen Neuendorf)
- Tóth Gabriella (Werder Bremen)